# Ентоні Томпсон
Ентоні Томпсон (англ. Anthony Thompson; 17 серпня 1981, Філадельфія, Пенсільванія) — американський боксер, призер чемпіонату світу серед аматорів.

## Аматорська кар'єра
2000 року Ентоні Томпсон вигравав чемпіонат США серед аматорів, чемпіонат Національної поліцейської атлетичної ліги і був чемпіоном турніру Золоті рукавички, ставши одним з небагатьох американських боксерів, яким вдавалося вигравати три найпрестижніших американських турніра в один рік.
На чемпіонаті світу 2001 завоював срібну медаль.
- В 1/16 фіналу переміг Деніела Гіла (Австралія) — 13-4
- В 1/8 фіналу переміг Віктора Полякова (Україна) — 20-14
- У чвертьфіналі переміг Віталія Грушак (Молдова) — 29-14
- У півфіналі переміг Джеймса Мур (Ірландія) — 36-24
- У фіналі програв Лоренсо Арагону (Куба) — 15-27

На Іграх доброї волі 2001 після перемоги над Деніелом Гілом (Австралія) програв Юделю Джонсон Седено (Куба).

## Професіональна кар'єра
На профірингу Томпсон дебютував 2002 року і здобув п'ятнадцять перемог поспіль, але 28 лютого 2004 року зазнав першої поразки від не найсильнішого суперника. Після цього здобув вісім перемог, а 9 червня 2007 року програв непереможному співвітчизнику Юрію Форману, після чого втратив надії на чемпіонський титул.